# Apolo Ohno
Apolo Anton Ohno (Seattle, 22 maggio 1982) è un ex pattinatore di short track statunitense, vincitore, tra il 2002 e il 2010 di otto medaglie ai Giochi olimpici invernali, di cui due d'oro.
Ohno ha iniziato la sua carriera a metà degli anni 1990, vincendo il suo primo titolo di campione nazionale nel 1997 all'età di 14 anni. Nel 2002 diventa campione olimpico nei 1500 metri ai Giochi olimpici di Salt Lake City, mentre quattro anni dopo vince la medaglia d'oro alle Olimpiadi di Torino sui 500 metri. Per più di dieci anni Ohno ha fatto parte dell'élite mondiale dello short track vincendo tre volte la Coppa del Mondo di short track e vincendo due ori ai mondiali del 2008. Ha terminato la carriera dopo i Giochi invernali del 2010 a Vancouver, dove è diventato uno degli atleti statunitensi di maggior successo ai Giochi olimpici invernali, vincendo altre tre medaglie.
Negli Stati Uniti, Ohno è divenuto popolare anche grazie a varie apparizioni televisive (nel 2007 vinse nel programma Dancing with the Stars assieme a Julianne Hough) e contribuì a rendere popolare lo short track negli Stati Uniti, in precedenza poco seguito. In Corea del Sud tuttavia, è stato fortemente criticato, fin dalle sue prime Olimpiadi del 2002, quando una sua gomitata fece cadere il favorito Ahn Hyun-Soo nella finale dei 1000 metri, provocando l'inaspettata vittoria all'australiano Steven Bradbury.

## Biografia
Inizia a praticare lo short track a 12 anni, al centro della nazionale giovanile di Lake Placid. Ai XIX Giochi olimpici invernali, nel 2002, vince l'oro sui 1500 metri e l'argento nei 1000. Ai Giochi olimpici di Torino 2006 ha vinto il bronzo sui 1000 metri, l'oro sui 500 metri e la medaglia di bronzo nei 5000 metri staffetta. Ha inoltre conquistato tre Coppe del Mondo, un mondiale juniores (nel 1999) e 8 titoli nazionali USA.
Insieme all'indiscusso talento, Ohno si è procurato anche una certa nomea di non perfetta lealtà e correttezza. Ai Giochi di casa di Salt Lake City una sua spinta non sanzionata dai giudici fece cadere Ahn Hyun-soo, uno dei favoriti; nella stessa gara i giudici squalificarono il coreano Kim Dong-sung, al termine vincitore, permettendo così ad Ohno, arrivato secondo, di vincere il suo primo titolo olimpico.
Sempre a Salt Lake City, nella gara dei 1000 metri, una sua gomitata allo storico rivale Ahn Hyun-Soo scatenò la carambola che permise la clamorosa vittoria dell'australiano Steven Bradbury: Ohno riuscì comunque ad arrivare secondo, ma la sua scorrettezza non fu sanzionata dai giudici. In quella occasione Ohno eliminò in semifinale l'italiano Fabio Carta, mandandolo fuori con una spallata ed escludendolo dalla finale per le medaglie.
Ai Giochi di Torino 2006, nella gara dei 500 metri, Ohno commise due partenze false, la seconda delle quali però non fu segnalata dal giudice di partenza: Ohno riuscì così a prendere in controtempo il favoritissimo Ahn Hyun-soo e ad aggiudicarsi la medaglia d'oro nella distanza a lui meno congeniale.
Ai Mondiali di Milano 2007 nella finale dei 1000 metri, Ohno, mentre cercava di superare l'italiano Yuri Confortola, pose la mano sul ghiaccio davanti alle gambe dell'italiano, costringendolo così a rallentare e di conseguenza a perdere la seconda posizione.
È stato fidanzato con la pattinatrice statunitense Allison Baver. È considerato un'icona sexy oltre che un grande atleta: infatti è finito fra i 50 uomini più belli del pianeta nella classifica di People, oltre ad essere stato eletto uomo più sexy del mondo dalle lettrici di Sports Illustrated Women.

## Le polemiche con i coreani

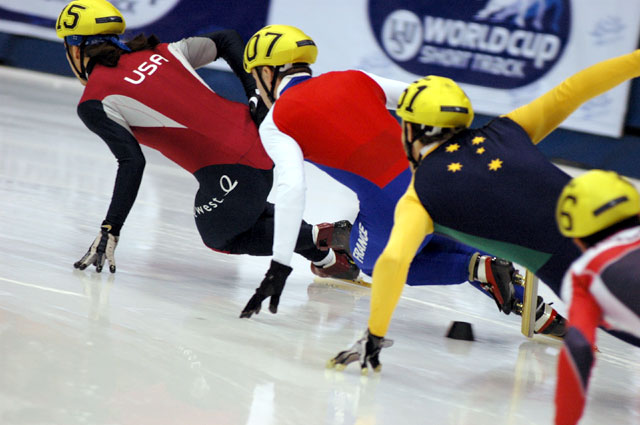
Apolo Anton Ohno in testa in una gara di Coppa del mondo a Saguenay, Québec nel 2004

Il malumore per le scorrettezze di Ohno ai giochi di Salt Lake City fu enorme in Corea del Sud, tanto che la delegazione coreana decise di non partecipare alla cerimonia di chiusura dei giochi in segno di protesta. Innumerevoli lettere di minacce arrivarono ad Ohno in seguito a quei giochi olimpici. In occasione dei campionati mondiali di short track del marzo 2005, svoltisi a Seul, Ohno è stato pesantemente fischiato per tutto il tempo in cui è rimasto in pista.
Le manifestazioni di protesta hanno anche raggiunto altri ambiti sportivi: durante i mondiali di calcio del 2002, mentre si svolgeva la partita Corea del Sud-Stati Uniti, Ahn Jung-hwan, il giocatore autore del gol del vantaggio sudcoreano, esultò imitando i movimenti dei pattinatori dello short track in segno di spregio.
La "vendetta" coreana giunse alle Olimpiadi di Vancouver 2010, con la squalifica di Ohno nella finale dei 500 a favore del coreano Sung Si-bak, che si aggiudicò quindi la medaglia d'argento.

## Palmarès

### Olimpiadi
- 2 ori (1.500 metri, Salt Lake City 2002; 500 metri, Torino 2006)
- 2 argenti (1.000 metri, Salt Lake City 2002; 1.500 metri, Vancouver 2010 )
- 4 bronzi (1.000 metri e 5.000 metri, Torino 2006) e (1000 m e staffetta, Vancouver 2010)

### Mondiali
- 8 ori (1.500 metri e 5.000 metri staffetta a Jeonju 2001; 1.000 metri e 3.000 metri a Pechino 2005; 1.500 metri a Milano 2007; 500 metri e generale a Gangneung 2008; 5.000 metri staffetta a Vienna 2009)
- 7 argenti (500 metri a Sofia 1999; 1.000 metri e generale a Jeonju 2001; 3.000 metri a  Varsavia 2003; generale a Pechino 2005; 1.000 metri a Gangneung 2008; 1.000 metri a Vienna 2009)
- 6 bronzi (5.000 metri staffetta a Pechino 2005; 1.000 metri, 3.000 metri, 5.000 metri staffetta e generale a Milano 2007; 3.000 metri a Gangneung 2008)

### Mondiali a squadre
- 1 oro a (Harbin 2008)
- 1 bronzo (Heerenveen 2009)

### Mondiali juniores
- 3 ori (1.000 metri, 1.500 super e generale, 1999)
- 1 argento (500 metri, 1999)